# Camponotus subnitidus
Camponotus subnitidus é uma espécie de inseto do gênero Camponotus, pertencente à família Formicidae.